# ويليام إيمرسون
ويليام إيمرسون (بالإنجليزية: William Emerson)‏ (16 ديسمبر 1891 في المملكة المتحدة - 19 يناير 1961) هو لاعب كرة قدم بريطاني (وحمل سابقاً جنسية المملكة المتحدة لبريطانيا العظمى وأيرلندا) في مركز الوسط. شارك مع منتخب أيرلندا لكرة القدم. أما مع النوادي، فقد لعب مع غلينتوران ونادي بيرنلي ونادي لينفيلد وDundela F.C. ‏ وWillowfield F.C. ‏.

## وصلات خارجية
- ويليام إيمرسون على موقع قاعدة بيانات كرة القدم.إي يو (الإنجليزية)